# Guyanische Badmintonmeisterschaft
Guyanische Badmintonmeisterschaften werden zur Ermittlung der nationalen Titelträger von Guyana im Badminton seit Anfang der 1970er Jahre ausgetragen.

## Titelträger
| Saison    | Herreneinzel    | Dameneinzel         | Herrendoppel                    | Damendoppel                        | Mixed                       |
| --------- | --------------- | ------------------- | ------------------------------- | ---------------------------------- | --------------------------- |
| 1973      | Keith Hendy     | Yvonne Fernandes    | William Holder Keith Hendy      | Yvonne Fernandes Ismay Holder      | William Holder Ismay Holder |
| 1975      | Keith Hendy     | Doreen Chouw Wah    | William Holder Keith Hendy      | Doreen Chouw Wah I. Fung A. Fatt   | William Holder Ismay Holder |
| 1976      | William Holder  | Colleen Braithwaite | William Holder Keith Hendy      | Doreen Chouw Wah C. Lee            | William Holder Ismay Holder |
| 1977      | Keith Hendy     | L. Choo-Shee        | William Holder Keith Hendy      | Colleen Braithwaite I. Lythcott    | William Holder Ismay Holder |
| 1986      | Jolyon Williams |                     |                                 |                                    |                             |
| 1987      | Sean Barnwell   | Camille Dutchin     | Jolyon Williams Michael Plummer | Camille Dutchin Simone Cheong      | Sean Barnwell Simone Cheong |
| 1989      | Billy Holder    | Koreen Thomas       | Sean Barnwell Gokarn Ramdhani   | Sharon Latchmansingh Koreen Thomas | Billy Holder Simone Cheong  |
| 1990 2024 | keine Daten     | keine Daten         | keine Daten                     | keine Daten                        | keine Daten                 |